# Округ Фејет (Ајова)
Округ Фејет (енгл. Fayette County) је округ у америчкој савезној држави Ајова.

## Демографија
По попису из 2010. године број становника је 20.880, што је 1.128 (-5,1%) становника мање 2000. године.
| Група             | 2000.          | 2010.          |
| Белци             | 21.327 (96,9%) | 19.987 (95,7%) |
| Афроамериканци    | 116 (0,5%)     | 198 (0,9%)     |
| Азијати           | 87 (0,4%)      | 107 (0,5%)     |
| Хиспаноамериканци | 330 (1,5%)     | 380 (1,8%)     |
| Укупно            | 22.008         | 20.880         |